# Џејми Оливер
Џејмс Тревор Оливер (енгл. James Trevor Oliver; Клаверинг, 27. мај), познатији као Џејми Оливер (енгл. Jamie Oliver), један је од најпознатијих британских кувара. 
Створио је имиџ „младића у фармеркама разбарушене косе за шпоретом“, а познат је под надимком „Голи кувар“, који је добио по називу популарне ТВ серије кулинарских специјалитета „Голи ручак“.
Овај млади милионер (процењује се на 65 милиона фунти) своју популарност усмерио је и на популаризацију здраве исхране младих и припрему органске хране у школским кантинама у Великој Британији. Управо ова акција допринела је да га Канал 4 прогласи најинспиративнијом политичком фигуром 2005. године, када је далеко иза њега остао Тони Блер.
Рођен је у Есексу у Источној Енглеској, почео је да кува у породичном пабу када је имао осам година. Радио је са највећим британским куварима као што су Антонио Карлућио, Роуз Греј, Рут Роџерс из Ривер кафеа. 
Води ресторан Фифтин (енгл. Fifteen) у Лондону.
Његова прва серија „Голи ручак” емитована на BBC-ју, постигла је милионску гледаност, а књига која ју је пратила постала је бестселер после само неколико месеци по изласку из штампе. Популарна је и његова колумна у Тајмсу и часопису „GQ“.

## Телевизијске емисије
- енгл.  (1998—1999) преведен на српски као „Голи ручак“ је прва Џејмијева серија.
- енгл.  (2002) „Џејмијева кухиња“, у којој је Џејми покушао да од петнаесторо незапослених младих људи направи врхунске куваре.
- енгл.  (2006)
- енгл.  (2005) „Џејмијева школска кухиња“

Овај документарац прати Џејмијев покушај да побољша квалитет и нутриционистичку вредност хране у школама, који је довео до кампање „Нахрани ме боље“ у школама широм Велике Британије. Од Кидбрука, где документарац почиње, сукобљава се са Нором Сандс, тамошњим шефом кухиње, која постаје његов највећи следбеник током целе кампање, које је готово довела до „ђачке револуције“, будући да су деца навикла на „брзу храну“ и нису се лако навикла на Џејмијеву храну, која је својом неконвенционалношћу шокирала и ђаке и школске куваре.
- енгл.  (од октобра 2005)
- енгл.
- енгл.  (2007)
- енгл.  (2007)
- енгл.  (2008)

## Објављене књиге
- Голи ручак, енгл. The Naked Chef, књига је проглашена бестселером уз хит серијал BBC-ја, уз узречицу „поједноставити до максимума ли да ради свој посао“ коју примењује на све своје рецепте, Џејми прави једноставну, модерну храну коју могу правити сви - чак и они који имају фобију од кувања.
- Povratak Golog Kuvara, енгл. ,
- Срећни дани уз Голи ручак, енгл. Happy Days with the Naked Chef
- енгл.
- енгл.
- енгл.
- енгл.
- енгл.
- енгл.
- енгл.

## Занимљивости
- Има дислексију, а према сопственом признању, прву књигу је прочитао тек са 38 година.[2]